# Pterocheilus biglumis
Pterocheilus biglumis är en stekelart som först beskrevs av Henri Saussure 1852.  Pterocheilus biglumis ingår i släktet palpgetingar, och familjen Eumenidae. Inga underarter finns listade i Catalogue of Life.